# 林鸿庆
林鸿庆（1931年10月—），男，广东揭阳人，中国数学家，曾任厦门大学数学系系主任、教授，中国数学会理事。